# Fromages au lait de brebis
Pour les articles homonymes, voir Brebis (homonymie).
Cette page présente une liste de fromages préparés à partir de lait de brebis.
- Haut – A
- B
- C
- D
- E
- F
- G
- H
- I
- J
- K
- L
- M
- N
- O
- P
- Q
- R
- S
- T
- U
- V
- W
- X
- Y
- Z

## A

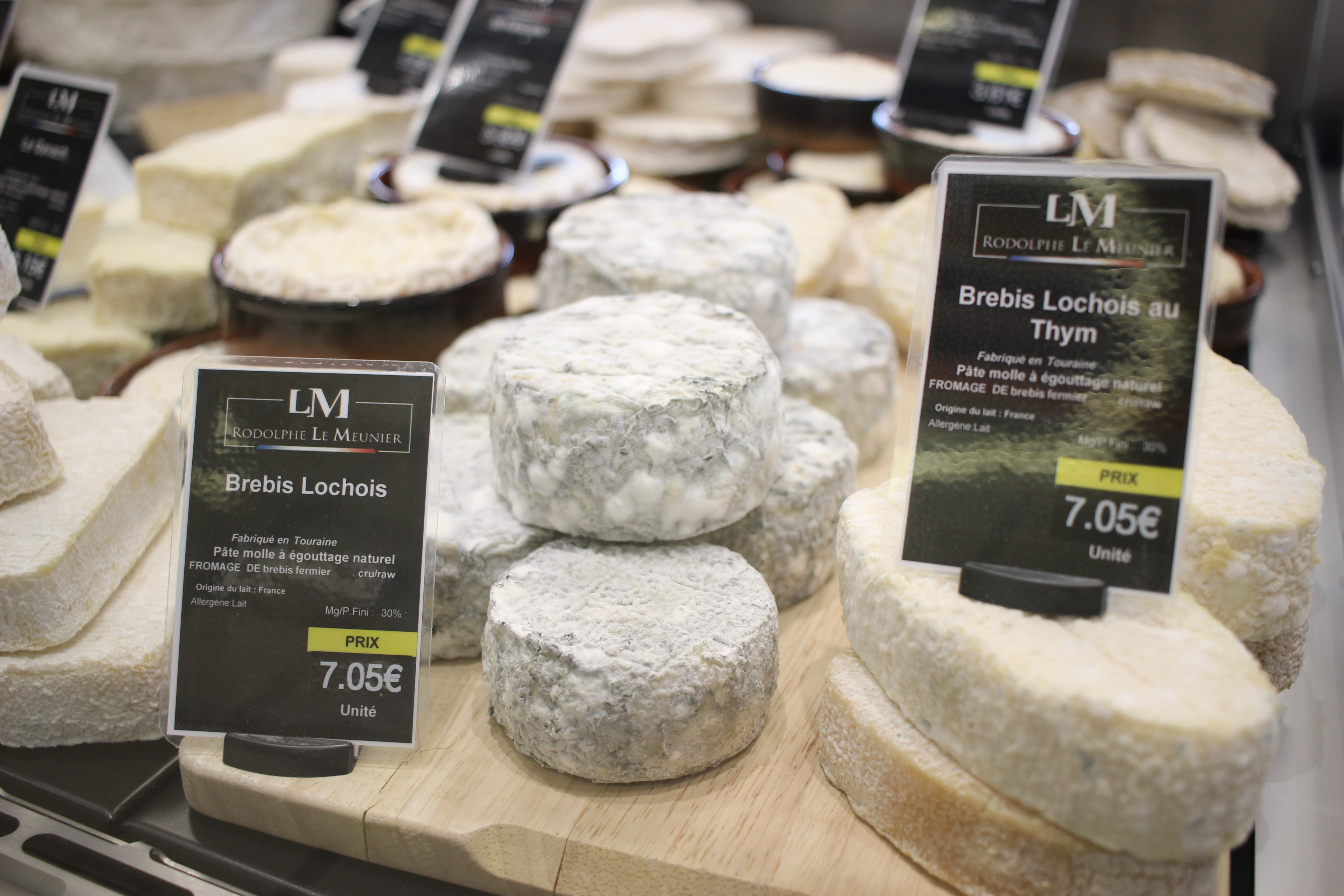
Des fromages au lait de brebis dans une vitrine des Halles de Tours, en France.

- Abbaye de Belloc
- A Filetta
- Ardi-Gasna
- Azeitão, Portugal

## B
- Brin d'amour, Corse
- Brique Brebis
- Brocciu, Corse
- Bryndza, Slovaquie et Europe orientale

## C
- Castelo Branco, Portugal
- Caillé, France sud
- Casu marzu, Italie

## E
- Etorki
- Évora, Portugal

## F
- Faisselle
- Fédou
- Fiore sardo, Italie
- Fuinhas, Portugal
- Feta, Grèce

## G
- Galluccio

## J
- Jonchée ou juncade (Béarn)

## L
- Laruns
- Lavort
- Lévejac
- Lighvan
- Lou Pérac

## M
- Manchego
- Montségur au lait de brebis
- Moulis pur brebis

## N
- Niolo

## O
- Ossau-iraty, Pays basque et Béarn
- Ovalie
- Oscypek, Tatry, Pologne et Slovaquie

## P
- Paški sir, Pag (Croatie)
- Pécorino, Italie
- Pecorino romano, Italie
- Pecorino sardo, Italie
- Pérail, Aveyron sud
- Périssellois, Puy-de-Dôme (Auvergne)

## R
- Rabaçal, Portugal
- Rebarbe, Aveyron sud
- Recuite, Aveyron sud
- Ricotta, Italie
- Roquefort, Aveyron sud

## S
- Serpa, Portugal
- Sarški sir, Kosovo
- Saloio, Portugal
- Santarém, Portugal
- Serra, Portugal

## T
- Tomette de brebis
- Tricorne de Marans

## V
- Vastedda della valle del Belìce, Italie

## Z
- Queso Zamorano, Espagne